# Hrvatski pokret (Zagreb, 1925.)
Hrvatski pokret je bio hrvatski dnevni list iz Zagreba. Do 36. broja izlazio je kao kulturno-politički tjednik. Bio je organom Hrvatske narodne stranke.
Izlazio je od 1925. godine. Tempiranje izlaska prvog broja bilo je nekoliko dana uoči skupštinskih izbora raspisanih za 8. veljače 1925. godine, pa su ta izdanja uoči izbora obilovala reklamama koje su propagirale Šurminovu stranku. Urednikom je bio Mijo Branković.
Prvotno je izlazio svakog dana osim nedjelje i blagdana). Potom je prešao na izlaženje dvaput tjednom, četvrtkom i nedjeljom. 